# آدریانا فرانچ
آدریانا نیکول فرانچ (متولد ۱۲ نوامبر ۱۹۹۰) یک دروازه‌بان فوتبال آمریکایی است که برای تیم باشگاه فوتبال پورتلند تورنز در لیگ ملی فوتبال زنان بازی می‌کند. وی عضو تیم ملی فوتبال زنان ایالات متحده است.